# Duftende Platterbse
Die Duftende Platterbse (Lathyrus odoratus) ist eine Pflanzenart aus der Gattung der Platterbsen (Lathyrus) innerhalb der Familie der Hülsenfrüchtler (Fabaceae). Als Zierpflanze wird sie „Duftwicke“, „Edelwicke“ oder „Gartenwicke“ genannt.

## Beschreibung

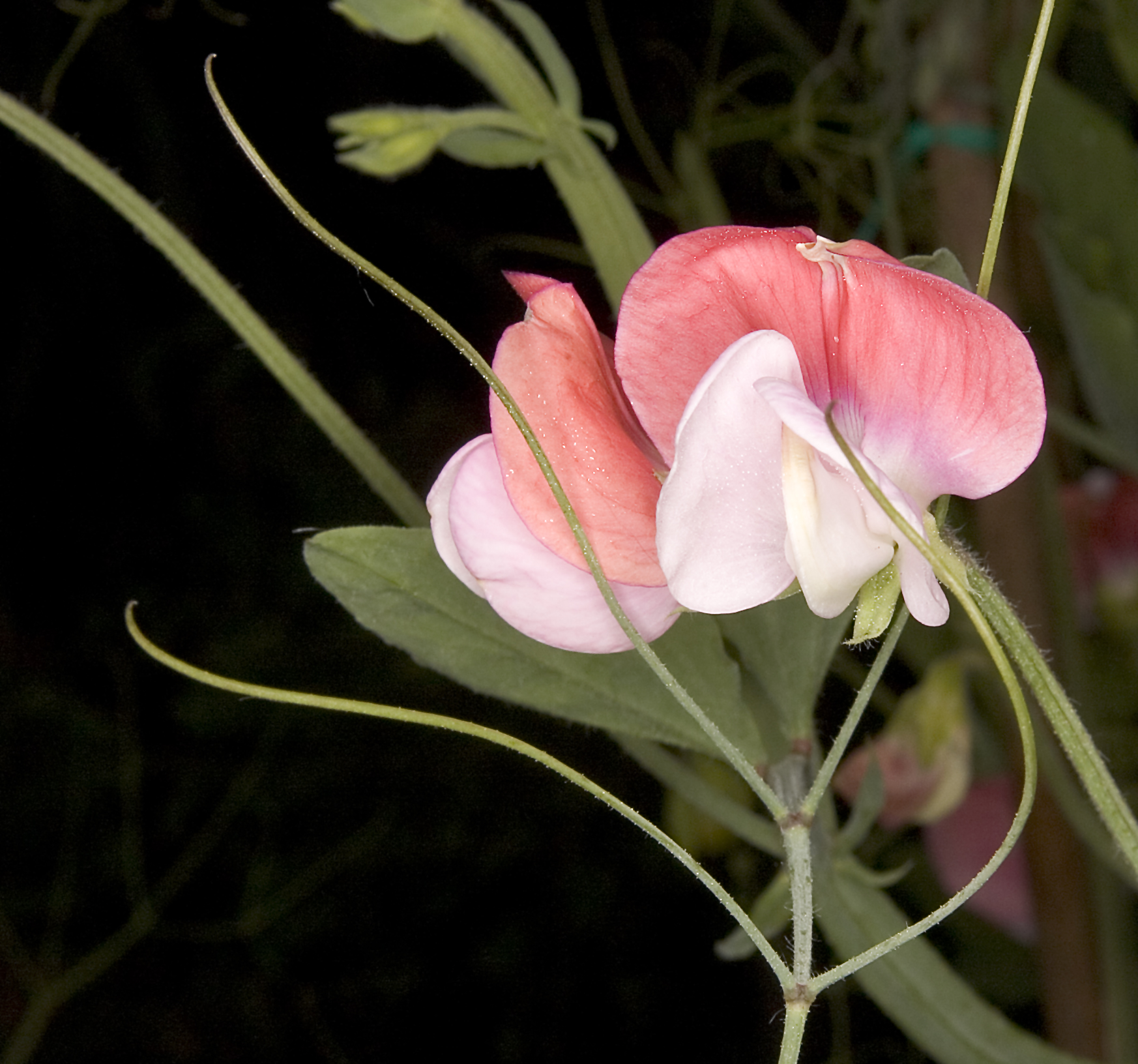
Blütenstand der Sorte ‘Painted Lady’

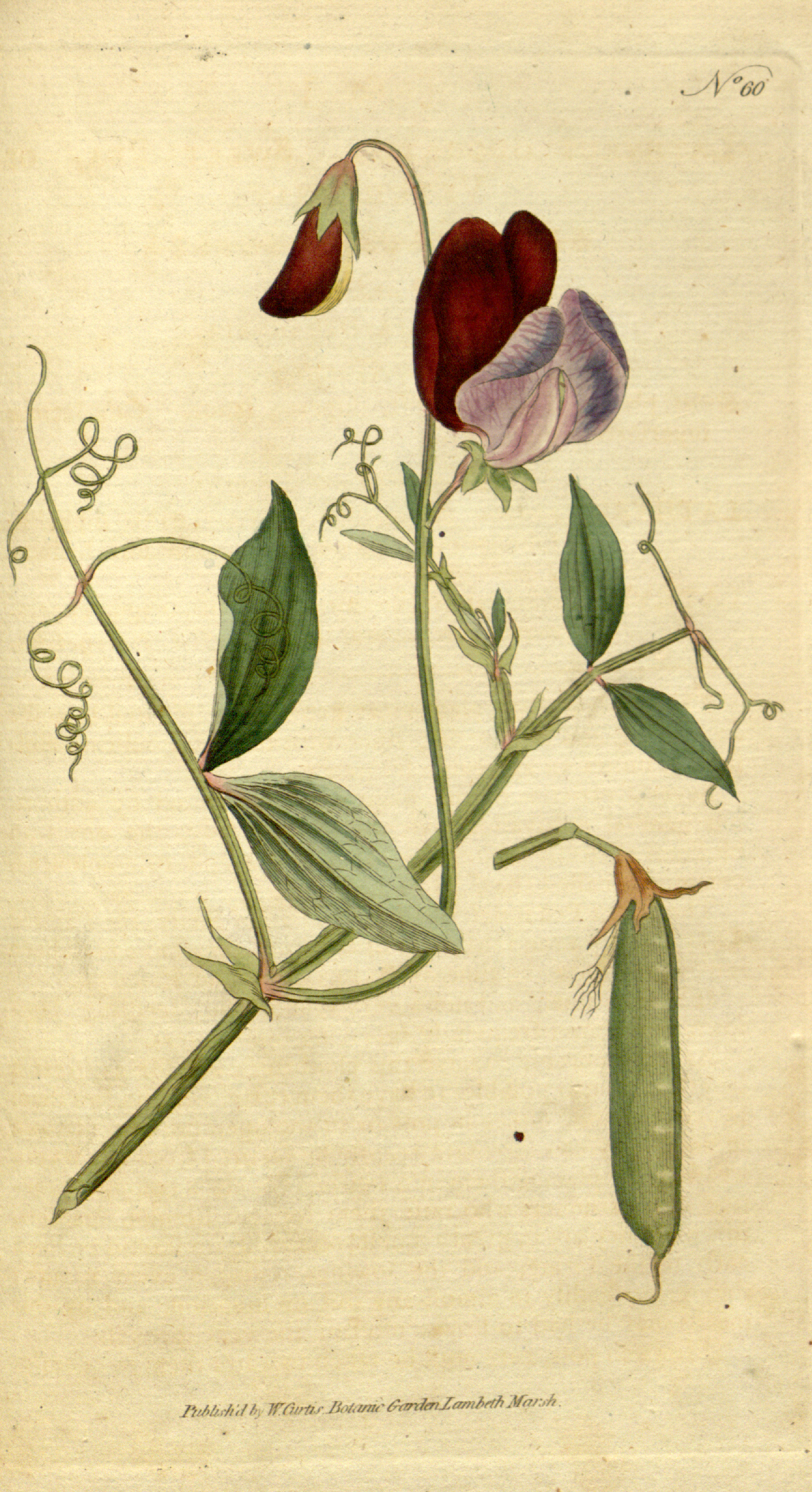
Illustration aus The Botanical Magazine, Band 2, 1788, Tafel 60

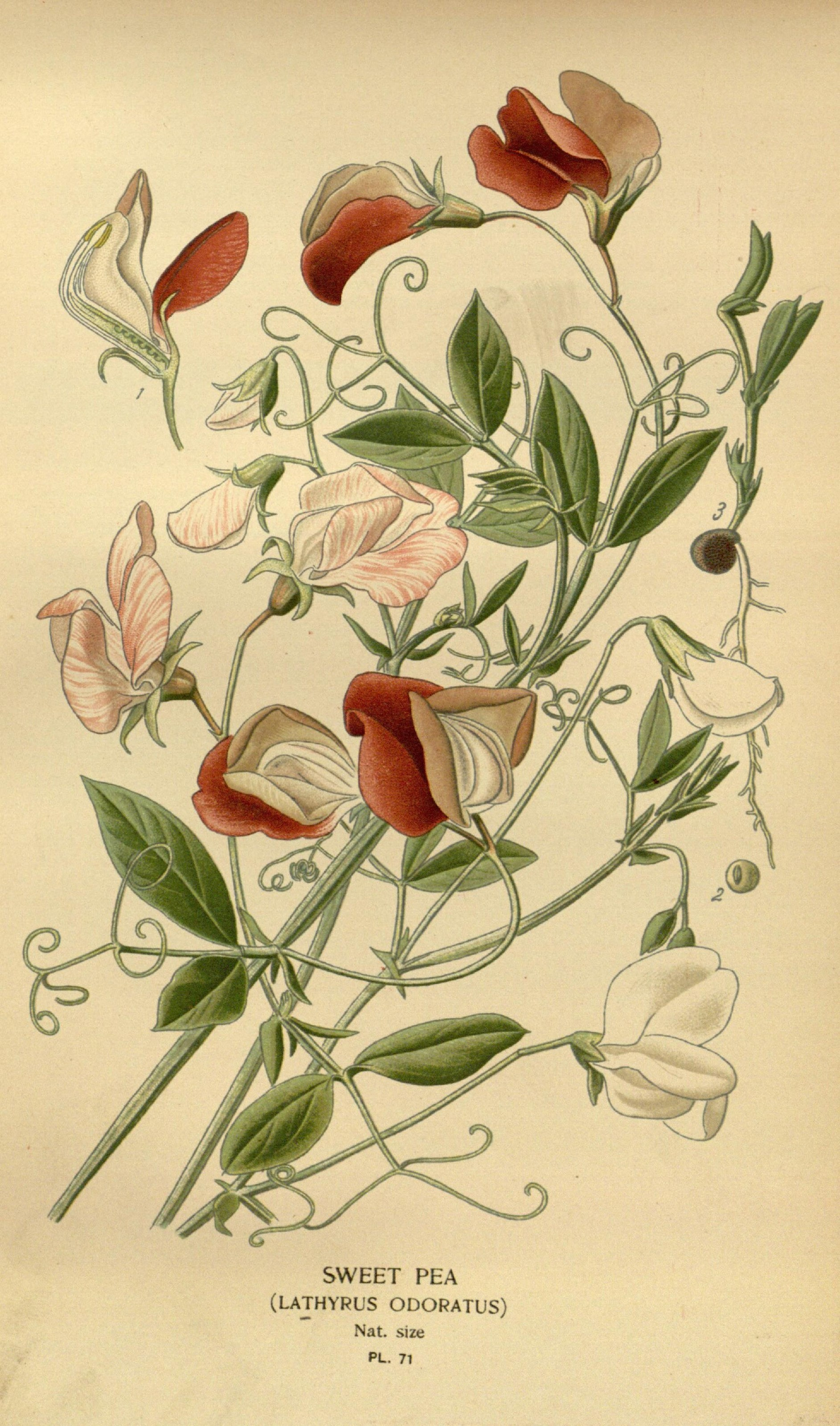
Illustration aus Favourite Flowers of Garden and Greenhouse, Tafel 71

### Vegetative Merkmale
Die Duftende Platterbse ist eine einjährige krautige Pflanze, die Wuchshöhen von 80 bis 160 Zentimetern erreicht. Der kletternde Stängel ist behaart und deutlich geflügelt.
Die Laubblätter sind wechselständig am Stängel angeordnet. Je gefiederter Blattspreite ist nur ein Paar Fiederblättchen vorhanden ist. An der Blattspreite befindet sich eine endständige Ranke. Die Fiederblättchen sind bei einer Länge von 2 bis 6 Zentimetern sowie einer Breite von 7 bis 30 Millimetern eiförmig-elliptisch. Die Nebenblätter sind 1,5 bis 2,5 Zentimeter lang.

### Generative Merkmale
Die Blütezeit reicht von Juni bis September. Der traubige Blütenstand enthält meist zwei bis sieben, selten nur eine Blüte.
Die stark duftende, zwittrige Blüte ist zygomorph und fünfzählig mit doppelter Blütenhülle. Der Kelch ist 10 bis 11 Millimeter lang. Die Kelchzähne sind fast so lang wie die Kelchröhre. Die Krone hat die typische Form der Schmetterlingsblüte, ist weiß, rosa-, purpurfarben, violett oder blau und 2 bis 3,5 Zentimeter lang.
Die behaarte Hülsenfrucht ist 5 bis 7 Zentimeter lang, 10 bis 12 Millimeter breit und enthält acht Samen. Reife Schoten springen bei Trockenheit auf und verschleudern die Samen meterweit.

### Chromosomensatz
Die Chromosomengrundzahl beträgt x = 7; es liegt Diploidie vor, also eine Chromosomenzahl von 2n = 14.

## Vorkommen
Die Duftende Platterbse kommt wild in Süd-Italien und Nordwest-Afrika auf Trockenhängen sowie in den spanischen Vorpyrenäen vor.

## Gefährdung und Schutzmaßnahmen
Durch unkontrolliertes Sammeln und Handeln ist diese Art in ihrem Bestand rückläufig. Die IUCN stufte Lathyrus odoratus 2013 noch als NT = „near threatened“ = potenziell gefährdet ein. 2018 gilt sie bei der IUCN als CR = „Critically Endangered“ = vom Aussterben bedroht. Zum Schutz der Wildbestände wird diese Art für den Handel kultiviert.

## Botanische Geschichte und Taxonomie
Die Duftende Platterbse wird erstmals bei Jan Commelin in seinem Hortus Medicus Amstelodamensis 1697/1701 und bei John Ray 1688/1704 aus Sizilien erwähnt. 1713 war sie bereits in mehreren Londoner Gärten vorhanden.
Die Erstveröffentlichung von Lathyrus odoratus erfolgte 1753 durch Carl von Linné in Species Plantarum Band 2, Seite 732.

## Nutzung
Die Duftende Platterbse wird verbreitet als Zierpflanze in Parks sowie Gärten und als Schnittblume genutzt. Sie ist seit Anfang des 18. Jahrhunderts in Kultur. Es gibt zahlreiche Sorten mit unterschiedlichem Wuchs, Zahl und Farbe der Blüten, die Blütenkrone ist purpur-, rosafarben, blau, weiß oder mehrfarbig.

## Giftigkeit
Die Samen der Duftenden Platterbse enthalten ein Toxin, welches das Collagen vernetzende Enzym Lysyloxidase hemmt. Das hervorgerufene Krankheitsbild ist Lathyrismus.